# Баденська школа
Ба́денська шко́ла або Фрайбурзька школа — це відгалуження філософського руху неокантіанства, яке викладалося приблизно у 1890—1930 роках, переважно в університетах Гейдельберга, Фрайбург-ім-Брайсгау та Страсбурга
Головні представники: Генріх Рікерт і Вільгельм Віндельбанд.
Розглядаючи суспільні явища з позицій суб'єктивного ідеалізму, представники Баденської школи доводили відсутність закономірностей у розвитку суспільства і неможливість передбачити хід історичних подій. Вони вважали науки про природу, узагальнюючими й законовстановлюючими, а науки про суспільство, як такі, що вивчають лише індивідуальні факти, не можуть мати загальних законів і лише описують ці факти.
Концепції Баденської школи використовуються опонентами марксизму для заперечення марксистської догми про необхідності переходу від капіталізму до соціалізму.